# آدولفین، استان لوبلین
آدولفین، استان لوبلین (به لاتین: Adolfin, Lublin Voivodeship) یک منطقهٔ مسکونی در لهستان است که در Gmina Siedliszcze واقع شده‌است.